# 384 av. J.-C.
Cette page concerne l'année 384 av. J.-C. du calendrier julien proleptique.

## Événements
- 31 juillet du calendrier romain[1] : entrée en charge à Rome de tribuns militaires à pouvoir consulaire : Marcus Furius Camillus, Servius Cornelius Maluginensis, Publius Valerius Potitus Publicola, Servius Sulpicius Rufus, Titus Quinctius Cincinnatus Capitolinus et Caius Papirius Crassus. Marcus Manlius Capitolinus, le héros du Capitole, accusé d’aspirer à la tyrannie est précipité du haut de la roche Tarpéienne. Épidémies et disette de blé[2].
- Sparte intervient en Épire pour aider le roi des Molosses Alcétas à repousser une invasion illyrienne[3] (fin en 383 av. J.-C.).
- Athènes conclut une alliance défensive avec Chios[4].
- Syracuse pille le sanctuaire Étrusque de Leucothéa à Pyrgi, sur le territoire de Caere[5]. Denys l'Ancien se serait allié aux Sénons afin de prendre les Étrusques en tenaille (colonies d’Ancône et d’Adria).

## Naissances en 384 av. J.-C.
- Aristote, philosophe et savant grec.
- Démosthène, homme politique grec (fin en -322).
- Antigone le Borgne.

## Décès en 384 av. J.-C.
- Marcus Manlius Capitolinus.